# برتولد أمير بادن
بيرتولد فريدريش فيلهلم (24 فبراير 1906 - 27 أكتوبر 1963)، رئيس أسرة بادن التي حكمت دوقية بادن الكبرى منذ عام 1918. كان صهرًا لفيليب دوق إدنبرة بزواجه من شقيقة فيليب الأميرة ثيادورا أميرة اليونان والدنمارك.
تم تجنيده كجندي في جيش الفيرماخت، لكنه خدم لفترة وجيزة فقط وأعفي من الخدمة العسكرية في عام 1940 بعد إصابته في فرنسا.

## وفاته
توفي برتولد في 27 أكتوبر 1963 عن عمر ناهز 57 عامًا، في شبايشينغن. كان يقود السيارة مع ابنه عندما توفي فجأة بسبب مشكلة صحية حادة ربما بسبب نوبة قلبية.

## روابط خارجية
- برتولد أمير بادن على موقع مونزينجر (الألمانية)